# Josette Fallope
 (août 2015).
Si vous disposez d'ouvrages ou d'articles de référence ou si vous connaissez des sites web de qualité traitant du thème abordé ici, merci de compléter l'article en donnant les références utiles à sa vérifiabilité et en les liant à la section « Notes et références ».
 (décembre 2019).
Josette Fallope est une historienne et plasticienne, née à Basse-Terre en Guadeloupe, le 17 avril 1939.

## Biographie
Issue d'un milieu modeste, elle perd son père à l'âge de 6 mois[réf. nécessaire]. Sa mère, couturière, assure donc l'éducation de ses deux enfants. L'amour et le respect des aînées, la convivialité et le partage sont les valeurs qui lui ont été transmises. « La plus grande richesse que peut apporter un parent, c'est l'éducation ».
Lycéenne, elle est interpellée par trois faits, à commencer par l'ouvrage du géographe Guy Lasserre. Celui-ci présente la Guadeloupe comme une terre de diversité. À travers cette rencontre littéraire, elle découvre la richesse de son pays, ce qui suscite chez elle une forme de béatitude. Ensuite, l'absence d'enseignement historique sur la Guadeloupe accompagné du lancinant « Nos ancêtres, les Gaulois » l'ont poussé à s'interroger sur le passé de son île natale. Enfin, son professeur de dessin lui apprend que tout dans l'environnement, les êtres et les choses peut être perçu comme œuvre d'art. Imprégnée de ces données, elle quitte la Guadeloupe en 1958 pour s'installer à Paris en résidence universitaire.

### Formations

#### Histoire
- 1958 : Lycée Gerville-Réache, Basse-Terre, Guadeloupe. Cycle latin/grec, baccalauréat de philosophie.
- 1960-1966 : Paris, Sorbonne
  - CELG (section classique : latin-histoire),
  - Licence d’Histoire et de Géographie (certificats d’histoire ancienne, d’histoire du Moyen Âge, d’histoire moderne et contemporaine, de géographie)
  - Certificat d’histoire de la colonisation
  - Histoire de l’art du Moyen Âge
  - Paléographie.
- 1966 : Paris, Sorbonne. DES d’histoire contemporaine : « Le problème sucrier en Guadeloupe dans la première moitié du XIXe siècle (1815-1860). »
- 1971 : Paris, Sorbonne. Doctorat de troisième cycle en histoire contemporaine :  « La  Guadeloupe entre 1848 et 1900 », Mention « Très Bien ».
- 1989 : Université Paris-X Nanterre. Doctorat d’État en histoire contemporaine : « Esclaves et citoyens, les Noirs à la Guadeloupe dans les processus de résistance et d’intégration, 1802-1910 », Mention « Très honorable, à l’unanimité du jury ».

#### Arts plastiques
- 1963 : Histoire de l’art du Moyen Âge, Faculté de Lettres, Paris, Sorbonne.
- 1975-1980 : École des Beaux-Arts d'Abidjan, Côte d’Ivoire.
  - Ateliers de peinture et de gravure de Serge Hélénon.
  - Technique de gravure au carborundum d’Henri Goetz.
- 1974-1992 : Institut d’Histoire, d’Art, et d’Archéologie de l’Université d’Abidjan, Côte d’Ivoire.

## Historienne

### Enseignements (1967-2008)
- 1967-1970 : Maître-auxiliaire, Académie de Versailles, France.
- 1970-1992 : Maître-auxiliaire, coopération, Côte d’Ivoire. Assistant, maître-assistant et maître de conférence à l’Université d’Abidjan, dans le cadre du Ministère des Affaires Étrangères et du Ministère de la Coopération.
- 1992-1995 : Maître-auxiliaire, Académie de Guadeloupe.
- 1993-1996 : Enseignant chercheur au CERC (Université Antilles-Guyane).
- 2004-2008 : IUFM Guadeloupe : formation du personnel enseignant au « patrimoine » à « l’histoire » et à la « culture » de la Guadeloupe.

### Collectivité territoriale  (1995-2004)
1995-2004, Ville de Basse-Terre : Directrice du service du patrimoine de la « Ville d’Art et d’Histoire », label décerné par le Ministère de la culture.
- Mise en place de la « Maison du patrimoine » à Basse-Terre.
- Ateliers du patrimoine pour les scolaires.
- Signalétique historique des rues de Basse-Terre.
- Actions pour touristes, habitants et scolaires : visites guidées etc.
- Actions de communications : expositions, conception et réalisations de supports de communications : affiches, brochures, dépliants etc.
- Réalisation du synopsis de l’exposition permanente de la Maison du patrimoine.
- Formation de guides conférenciers.

## Plasticienne

### Expositions particulières
- 1981 : Centre culturel français, Abidjan, Côte d’Ivoire.
- 1982 : Bibliothèque nationale, « Semaine du club ivoiro-antillais », Abidjan, Côte d’Ivoire.
- 1982 : Hôtel PLM Arawak, Gosier, Guadeloupe.
- 2009 : « Couleurs en mouvements I», Médiathèque Intercommunale Sud Basse-Terre (MISBT) Albert Béville, Champ d’Arbaud, Basse-Terre, 19 décembre 2009 au 8 janvier 2010.
- 2012 : « Art comme Afrique », Exposition de peintures et d’objets d’art de collection privée. Maison du patrimoine, 24 rue Baudot, Basse-Terre, du 10 septembre 2012 au 13 octobre 2012.
- 2013 : « Couleurs en Mouvements II », Exposition de l’association « Le Juste Milieu », Droit Humain, Morne La Loge, Abymes, du 19 mai 2013.

### Expositions collectives
- 1975 : Hôtel Ivoire, Abidjan, Côte d’Ivoire, Association Générale des Arts et Lettres de Côte d’Ivoire (AGALCI).
- 1976 : Hôtel Ivoire, Abidjan, Côte d’Ivoire, Association Générale des Arts et Lettres de Côte d’Ivoire (AGALCI).
- 1981 : Centre Culturel Français, Abidjan, Côte d’Ivoire, AGALCI (Association Générale des Arts et Lettres de Côte d’Ivoire).
- 1983 : Jazzonia Gallery, Detroit, Michigan, U.S.A., « Magie Noire », “An exhibition of six contemporary African artists”. Art Contemporain de l’Afrique de l’Ouest.
- 1983 : Hôtel Ivoire, Abidjan, Côte d’Ivoire, Semaine Ivoiro Antillaise.
- 1986 : Hôtel Novotel, Abidjan, Côte d’Ivoire, Exposition des femmes artistes   de Côte d’Ivoire.
- 1987 : Université d’Abidjan, Côte d’Ivoire. Semaine de la Francophonie au CUEF (Centre Universitaire d’Études Françaises).
- 1988 : Hall du CCIA, (Centre du Commerce International d’Abidjan), Côte d’Ivoire, Semaine culturelle Antillaise. .
- 1992 : Golf Hôtel, Abidjan, Côte d’Ivoire, Semaine Antillaise.
- 1995 : Fort Delgrès, Basse-Terre, Guadeloupe, « Couleur Outre Mer », (A.R.A.A.G) Association Régionale Artistique Artisanale  Guadeloupe.
- 2011-2012 : Exposition JP Fronton, « Maison de l’Art », 80 Bld du Général de Gaulle, Gare Routière, Basse-Terre, du 8 décembre 2011 au 31 janvier 2012.
- 2006-2015 : Région Guadeloupe, Auteur référent pour l’exposition Mémorial ACTe : Musée de la traite et de l’esclavage.

## Publications
- « Le problème sucrier en Guadeloupe dans la première moitié du XIXe siècle (1815-1860) » (DES d'histoire, 1966), Bulletin de la Société d’Histoire de la Guadeloupe, nos 23,24,25,‎ 1975.
- « Les affranchissements d’esclaves en Guadeloupe entre 1815 et 1848 », Annales de l’Université d’Abidjan, i (histoire), t. VI,‎ 1978, p. 5-32.
- « Les esclaves africains en Guadeloupe en 1848 » (Communication à la Première Conférence sur la Diaspora Africaine, Département d’Histoire, Howard University, Washington D.C., août 1979), Bulletin de la Société d’Histoire de la Guadeloupe, nos 57-58,‎ 4e trimestre 1983, p. 4-25.
- « La solidarité du Monde Noir et les conditions de son expression » (Collectif avec Ch. Dailly, M. Diabate, P. Kipre, B. Kotchy et Chr. Wondji. Communication au Premier Pré-colloque du Troisième Festival Mondial des Arts Nègres, S.A.C. Dakar, Sénégal, déc. 1980), Présence Africaine, nos 117-118,‎ ier et 2e trimestre 1981, p. 57-105.
- « Les nègres marrons dans la Gazette Officielle de la Guadeloupe (1810-1848) » (Communication à la Treizième Conférence des Historiens de la Caraïbe, Pointe-à-Pitre, Guadeloupe, avr. 1981), Annales de l’Université d’Abidjan, i (Histoire), t. X,‎ 1982, p. 141-155..
- « Les Noirs des Antilles françaises et la législation post-abolitionniste » (Communication à la Deuxième Conférence sur la Diaspora Africaine, org. par Département d’Histoire, Howard University, Washington D.C., Nairobi, Kenya, août 1981), Annales de l’Université d’Abidjan, i (Histoire), t. XII,‎ 1982, p. 128-151.
- « Contribution de Grand-Lahou au peuplement afro-caribéen (Guadeloupe, Martinique) », dans De la traite à l’esclavage, t. II (Actes du Colloque International sur la traite des Noirs, Nantes, 1985), Nantes et Paris, C.R.H.M.A. et S.F.H.O.M., p. 9-24.
- « Analyse fanonienne du monde antillais », dans Actes du Colloque, Université de Brazzaville, Congo sur L’actualité de Frantz Fanon, Paris, Karthala, 1986, pp. 285-311.
- « Résistances d’esclaves et ajustement au système. Le cas de la Guadeloupe dans la première moitié du XIXe siècle » (Communication à la Seizième Conférence des Historiens de la Caraïbe. University of West Indies, Barbade, avr. 1984), Bulletin de la Société d’Histoire de la Guadeloupe, no 67-68, Ier et 2e trimestre 1986, pp. 31-52.
- « Introduction de travailleurs africains ‘libres‘ dans les plantations caraïbéennes » (communication pour le Troisième Symposium de « American Studies in Africa », Gaborone, Botswana, sept. 1985), Godo-Godo, Revue de l’Institut d’Histoire, d’Art et d’Archéologie Africains, (I.H.A.A.A.), Université d’Abidjan, no 9, juin 1986, pp. 74-90. .
- « Les occupations d’esclaves à la Guadeloupe au XIXe siècle », Revue Française d’Histoire d’Outre-Mer, t. LXXI, no 275, 1987, pp. 189-205.
- « Esclaves et Citoyens. Les Noirs à la Guadeloupe dans les processus de résistance et d’intégration, 1802-1910 » (thèse de doctorat d’État, Paris-X, 1989, lauréate du Prix Paul-Rivet, Académie des sciences d’outre-mer, Paris, 1992), Basse-Terre, Guadeloupe, Société d’Histoire de la Guadeloupe (S.H.G.), 1992.
- « Présentation de Thèse d’État », Godo-Godo, Revue de l’I.H.A.A.A., Université d’ Abidjan, no 12, mai 1991, pp. 135-146.
- « D’une occupation à l’autre : La Gwadloup anglaise 1759-1763 et 1810-1814 », Le NewsMagazine Gwadloupéyen, no 5, juillet/août 1994.
- « Troubles paysans et mise en état de siège de la Guadeloupe », Le NewsMagazine Gwadloupéyen, no 6, septembre/octobre 1994.
- « Jack Berthelot et l’identité créole », Le NewsMagazine Gwadloupéyen, no 7, novembre/décembre 1994.
- « Négriers de la Guadeloupe à la côte africaine » (Communication pour le Colloque « Rencontre de Deux Mondes : Le rôle de l’Afrique  dans la rencontre de deux mondes 1492-1992 », org. par l’U.N.E.S.C.O. à Praia, Cap-Vert, 4-8 mai 1992), dans L’Afrique entre l’Europe et l’Amérique, Paris, Éditions UNESCO, 1995, pp. 103-116. Également paru dans Espace Caraïbe, no 3, 1995, R.I.S.H.S., C.E.R.C., Université Antilles –Guyane, pp. 71-83.
- « L’empreinte caraïbe dans l’état civil au début du XIXe siècle », dans A. Yacou et J. Adelaide-Merlande, La découverte et la conquête de la Guadeloupe. Paris, Karthala-C.E.R.C., 1993, pp. 281-284.
- Catalogues d’expositions :
  - « Présents caraïbes, Fort Delgrès », DRAC Guadeloupe, 1993, Collaboration  scientifique : Textes sur les Amérindiens ;
  - « Les racines africaines aux Antilles », pp. 137- 139, Les anneaux de la mémoire, Nantes, décembre 1992 - février 1994 :
  - « Traite négrière en  Guinée  et au Congo ». notices 21, 22, 23, dans 1848 : Une aube de liberté, A D G, Conseil Général, avril - juin 1998.
- « La politique d’assimilation » et « Une société en mutation », Série Mémoires, numéro spécial : « La Guadeloupe, 1875-1914. Les soubresauts d’une société pluriethnique ou les ambiguïtés de l’assimilation », no 28, Éditions Autrement, janvier 1994, pp. 34-47 et 78-49.
- « Être esclave créole en Guadeloupe au XIXe siècle », dans A. Yacou, Créoles de la Caraïbe, Paris, Karthala-C.E.R.C., 1996, pp. 147-160.
- « L’abolition de l’esclavage en Guadeloupe », dans Le Patrimoine des communes de la Guadeloupe, Éditions Flohic, 1998, Préambule, pp. 22-23.
- « La femme dans la société guadeloupéenne, de l’esclavage à la liberté » dans Colloque UNESCO sur Émancipation, citoyenneté, droits de l’homme, 21-22 avril 1998.
- « Esclavage en Guadeloupe au XIXe siècle, organisation sociale et mutations », dans Esclavage et abolition. Mémoires et systèmes de représentation, Actes du colloque international de l’Université Paul Valéry, Montpellier III, 13-15 novembre 1998. Paris, Karthala, 2000, pp. 33-43.
- « 1802 dans la Guadeloupe du XIXe siècle », dans 1802 en Guadeloupe et à Saint-Domingue : réalités et mémoires, Actes du Colloque de la Société d’Histoire de la Guadeloupe, Saint-Claude, 2-3 mai 2002, Bulletin de la S.H.G., pp. 151-159.
- « L’abolition de  la traite en France » et « L’abolition de 1848 en Guadeloupe », dans Les Cahiers du Patrimoine (Esclavages Tome II : 1789-1848), no 19 et 20, 2e semestre 2005, Musée Régional d’Ethnographie de la Martinique  pp 146-154 & 239-249.
- « Le Droit Civil  et les pratiques familiales et foncières. Blancs et libres de couleur en Guadeloupe», dans Colloque International : « Deux cents ans d’application du Code civil à la Guadeloupe (1805-2005) : analyses, enjeux, perspectives comparées», Centre d’Analyse Géopolitique et Internationale (CAGI) et Groupe de recherche en histoire du droit et des institutions d’Outre-Mer (GREHDIOM), UAG
- « Le droit des biens. Les conséquences de l’abolition : continuités et ruptures », dans Colloque International : « Deux cents ans d’application du Code civil à la Guadeloupe (1805-2005) : analyses, enjeux, perspectives comparées », Centre d’Analyse Géopolitique et Internationale (CAGI) et Groupe de recherche en histoire du droit et des institutions d’Outre-Mer (GREHDIOM), UAG. décembre 2005.
- « L’immigration en Guadeloupe », Conférence et publication Le Tracé, Paris, septembre 2007.
- Texte synopsis pour le Mémorial ACTe, Musée Régional de la « Traite et de l’esclavage en Guadeloupe », octobre 2007.
- Texte sur « Pointe-à-Pitre, Petit-Bourg, Baie-Mahault, Goyave, Gourbeyre » pour « Le Relais Inter Entreprises », Commémoration de l'aboltion de l'esclavage, 27 mai 2007.
- « Droits des femmes en Guadeloupe de l’esclavage à la citoyenneté : Pertinence de la pensée d’Olympe de Gouges », Colloque Olympe de Gouges, une femme du XXIe siècle, organisé par Le Monde diplomatique, UNESCO et mairie de Montreuil, 14 et 15 novembre 2008.
- « Culture créole et patrimoine : les enjeux éducatifs », dans collectif L’école dans la France d’Outre Mer, non paru, Réctorat de Guadeloupe, 2009.
- « La révolution française en Guadeloupe, de Victor Hugues à Louis Delgrès, 1782-1802 » Texte pour l’Artchipel Scène Nationale de la Guadeloupe. Avril 2011.
- « État sanitaire des esclaves à travers les listes d’esclaves marrons et en geôle », sources : (G.O.G.) Gazette Officielle de la Guadeloupe, 1817 1818, 1819, 1820, 1821, dans Rencontre Archéologues et Historiens : Journée d’étude sur les cimetières et l’état sanitaire à l’époque coloniale, Centre Archéologique INRAP Guadeloupe, 24 mai 2011.
- « Une Basse-Terre Mystérieuse » DVD et Brochure pour l’Association « Cercle Philosophique Le Carbet », Visio Conférences de présentation : CCI de Basse-Terre, Mai 2012, Centre Culturel Rémy Nainsouta, Pointe-à-Pitre, Juin 2012, Maison du Patrimoine, 14 septe mbre2012.
- « Art comme Afrique », Brochure d’Exposition du même nom, objets d’art et peinture, Association pour la Sauvegarde du Patrimoine de la Guadeloupe (ASPG), Maison du Patrimoine, Basse-Terre, Ville d’Art et d’Histoire, 33 p. 13 septembre au 13 octobre 2012.
- « La Guadeloupe et la mer des Caraïbes comme lien de proximité des produits, des hommes et des idées », Cahiers Créoles du Patrimoine de la Caraïbe, no 5 sur la mer, t. 1, Archipel des Sciences, Rectorat et CRDP, février 2012.
- « Emergence Historique de la langue créole », Cahiers Créoles du Patrimoine de la Caraïbe, no 6 sur Le Créole, Archipel des Sciences, Rectorat et CRDP, mai 2013.
- « Les stratégies de résistance au système esclavagiste (Guadeloupe, XVIIIe – XIXe siècle) », dans GSHOM, Résistances, rébellions, révoltes et révolutions. Les résistances politiques à l’esclavage dans l’espace colonial français (1750-1850) : essai de théorisation (définitions, typologies, comparaisons), Colloque International UAG, GREHDIOM / CAGI, Guadeloupe, 3-8 février 2014. (en ligne).
- « La dimension politique du marronnage en Guadeloupe : L’exemple du camp des Kellers », dans GSHOM, Résistances, rébellions, révoltes et révolutions. Les résistances politiques à l’esclavage dans l’espace colonial français (1750-1850) : essai de théorisation (définitions, typologies, comparaisons), Colloque International UAG, GREHDIOM / CAGI, Guadeloupe, 3-8 février 2014. (en ligne)
- Auteur Référent pour le Mémorial ACTe : « L’Afrique du XVe au XVIe siècle ». « Ouidah », « Résistance », « Du retour d’exil à la terre promise », « Conquêtes coloniales en Afrique ». Inauguration 10 mai 2015.

## Conférences
- « Entre deux cultures, l’esclave noir du Nouveau Monde », Conférence, Université d’Abidjan, juin 1986.
- « Les formes de résistance des esclaves à la Guadeloupe entre 1802 et 1848 ». Conférence pour la Société d’Histoire de la Guadeloupe (SHG), Bisdary, juillet 1992.
- « Les masques dans les Sociétés traditionnelles de Côte d’Ivoire » Conférence, Association Le Triangle d’Émeraude, Pointe-à-Pitre, Guadeloupe, juin 1993.
- « De la Philosophie des Lumières à la pratique abolitionniste anglaise ». Conférence pour la commémoration de l'abolition de l'esclavage, Collège Campenon, Office Municipal de la Culture et des Sports (OMCS) Basse-Terre, 26 mai 1995.
- « Le Patrimoine Guadeloupéen », Conférence pour l'association « Le Triangle d’Émeraude », Pointe-à-Pitre, juin 1996.
- « Histoire, architecture et urbanisme dans les écoles de Basse-Terre », 29e conférence annuelle de l’association des historiens de la Caraïbe, Martinique, 7-12 avr. 1997.
- « Espaces de liberté : affranchissement et marronnage », conférence pour le Salon du Livre, Pointe-à-Pitre, 25 mars 1998.
- « La femme dans la société guadeloupéenne, de l’esclavage à la liberté »

Conférence pour l’association des Antillais de la Réunion, Sainte-Suzanne, Juin 2005.
Conférence pour la Ligue des Droits de l’Homme à l’occasion de la « Journée de la Femme », U.A.G., Faculté de Droit, 7 mars 2008.
- « Le cheminement écrit/oral de l’habitation à nos jours », Mairie de Basse-Terre, Semaine du créole, octobre 1999.
- Présentation de Basse-Terre « Ville d’Art et d’Histoire », Éducation Nationale, Douville, Sainte-Anne, novembre 2000.
- « L’Homme guadeloupéen dans sa culture. Aspects historiques. Mécanismes d’élaboration de l’entité culturelle ». IUFM, Abymes, avril 2001.
- « Croisée des imaginaires : Quelle Afrique occupe aujourd’hui l’imaginaire caribéen ? Quelle Caraïbe occupe aujourd’hui l’imaginaire africain ? », conférence du XIVe Festival Gwoka, Lyannaj Afrique-Caraïbe. Mairie de Sainte-Anne, 12 juillet 2001.
- « Typologie de l’habitat à Basse-Terre. Aspects architectural, urbanistique et ethnologique », IUFM, Basse-Terre, 2002.
- « Histwa a Badibou », animation de quartier, association « Yenn’ a lot », Bas du Bourg, Basse-Terre, 9 mars 2002.
- « Les Héros de la liberté », conférence, pour le 85e anniversaire de l’association « Solidarité Scolaire », Jarry, Baie-Mahault, jeudi 23 mai 2002.
- « Processus de créolisation : naissance d’une identité », conférence du XVe Festival Gwoka, Lyannaj Europe-Caraïbe. OMCS, Sainte-Anne, 6 juillet 2002.
- « Le Tourisme culturel à Basse-Terre : potentialités et réalités », contribution au Séminaire du Comité d’Animations Sportives et Culturelles (CASC), Sainte-Anne, Guadeloupe, 6 mars 2004.
- « Le Processus historique de la créolisation en Guadeloupe », IUFM, Abymes, avril 2005.
- « Kilti an nou », conférence pour l’association « Le Flamboyant », Salle Polyvalente, Bouillante, 14 octobre 2005.
- « Connaître son patrimoine : de l’histoire aux créations spécifiques », IUFM, Abymes, avril 2006.
- « Les Travailleurs indépendants dans l’histoire de la Guadeloupe », communication pour le Forum de la chambre des professions libérales de la Guadeloupe, Cité des Métiers, Raizet, Abymes, 12 mai 2006.
- « Créolisation, patrimoine et culture », IUFM, Abymes, mars 2006 et avril 2007.
- « Apprendre à être dans la société post-esclavagiste de Guadeloupe après 1848 », conférence débat organisée par le Rectorat et l'UNESCO : réseau des écoles associées, Médiathèque du Lamentin, Guadeloupe, 4 février 2010.
- « Une page d’histoire de la Guadeloupe : de 1789 à 1798. De la Révolution française à Victor Hugues », conférence pour l’association « Foyé », au Paradis Kréyol, Bellevue Sofaïa, 97115 Sainte-Rose, Guadeloupe, 9 avril 2010.
- « Les Patronymes d’origine africaine », conférence sur thème « Histoire et Identité », « Sinebokantaj » autour de deux films sur l’attribution des noms patronymiques aux Antilles après 1848, Échanges collectifs : avec G. Lafleur et R. Boutin. Médiathèque du Lamentin, 22 mai 2010.
- « Les annonces de marronnage dans la Gazette Officielle de la Guadeloupe, année 1817 », présentation de sources documentaires. Semaine du livre d’histoire, SHG, A.D.G., Bisdary, Gourbeyre, 19 mai 2010.
- « Hommage à Michel Feuillard », présentation de son ouvrage aux « La Soufrière de la Guadeloupe  Un volcan et un peuple », Éditions Jasor, Maison de l’Architecture et du Patrimoine, Vendredi 30 septembre 2011.
- « Engagement de la femme dans la société guadeloupéenne », conférence pour la Grande Loge de France, tenue de réception de l’Association « Félix Eboué », Baie-Mahault, 23 mars 2012.
- « Franc-maçonnerie et société guadeloupéenne au XIXe siècle », conférence publique les 150 ans de l’association « Les Élus d’Occident », Grand Orient de France, Auditorium de Basse-Terre, 19 mai 2012. Publié dans « Cent-cinquantenaire de la loge Les Élus d’Occident, 1862-2012 », 2012, Gourbeyre, Éditions Nestor, pp. 77-87.
- « Esclavage des femmes et ses conséquences sur la constitution de notre société créole », conférence pour la commémoration de l’abolition de l’esclavage, Mairie de Bouillante, salle polyvalente de village, 27 mai 2012.
- « Matrice Gréco-romaine et fin de l’esclavage en Guadeloupe au XIXe siècle », dans Esclavage dans les Antilles françaises : Avatar de la servitude Antique ?, colloque international sur l’esclavage, Faculté de Droit et Sciences Économiques, Pointe-à-Pitre, Guadeloupe, 22-24 nov. 2012.
- « Les conséquences de 1802 en Guadeloupe », conférence pour l’association Patrimoine Esclavage (Pierre Reynette), centre culturel de Sonis, Pointe-à-Pitre, Guadeloupe, 24 mai 2013.
- « Nature en proximité, Entre mer et montagne : Le littoral de Gourbeyre, de Rivière Sens à Vieux-Fort (géologie, flore, faune) », conférence diaporama, association pour la sauvegarde du patrimoine de la Guadeloupe (ASPG), mairie de Gourbeyre, journées du Patrimoine, 14 sept. 2013. C
- « L’Afrique à travers l’œuvre de Cheikh Anta Diop », conférence pour l’association « Peuple Arc-en-Ciel », médiathèque du Moule, Guadeloupe, 14 mars 2014.
- « Femme sportive et société guadeloupéenne », Conférencière et Marraine de l’évènement ; Journée Internationale de la Femme, Match de Gala organisé par la Ligue Guadeloupéenne de Football, (Football féminin : Sélection Guadeloupe et Iles Caïman). 8 mars 2015.
- Présentation de « Libres et sans fers, paroles d’esclaves français », Paris, Fayard 300 p. Auteurs : Frédéric Régent, Gilda Gonfier, Bruno Maillard. LAMECA, 9 juin 2015, Basse-Terre, 19h00.
- « Commerce Triangulaire et peuplement des Antilles-Guyane françaises », Association des Antillais et Guyanais de Côte d’Ivoire (AAGCI), Journées mémoires sur  « La traite négrière, de l’Afrique aux Antilles et en Guyane françaises», 10 mai au 10 juin 2015.», B.N., Abidjan, Côte d’Ivoire, 22 mai 2015/ces